# Ретба
Ретба (фр. Lac Rose) је слано језеро у Сенегалу које се налази североисточно од Дакара на полуострву Зелени рт. Језеро је карактеристично по својој розе боји, која потиче од црвеног пигмента зелене алге — Dunaliella salina.

## О језеру
Језеро је просечне дубине 1,5 m, највећа дубина је 3 м. Боја се мења у зависности од јачине светлости. Боја из близине је крваво црвена, а када се посматра из ваздуха добија ружичасту боју која чак подсећа на милк шејк од јагода. Јачина боје се повећава лети, нарочито у сушним периодима од новембра до јуна. Најинтензивнија боја је у самој средини језера. Боја се само појачава наслагама соли око језера које се суше.
Језеро има велики салинитет који се креће око 40% и он погодује развоју алге Dunaliella salina. Језеро Ретба је такође познато и по томе што људи у њему, као и у Мртвом мору, веома лако пливају због велике густине воде..

### Експлоатација соли
На језеру је развијено скупљање соли, а локални скупљачи соли се мажу путером да би заштитили кожу. Под водом се налази слана кора коју скупља локално становништво гребући и стругајући дно. На крају дана се прикупљене количине соли превозе дрвеним чамцима до обале. Производња соли је посебно развијена.

### Живи свет језера
Дуги низ година се сматрало да нема живота у језеру, а управо боја потиче од алге Dunaliella salina. Овај организам производи црвени пигмент који апсорбује и користи сунчеву светлост. Због високог салинитета, мало живих бића ту може да преживи.

### Туризам
Поред производње соли развијен је и туризам заснован на необичним својствима језера (розе боја и висок проценат соли у води, па не морате да пливате јер вас со одржава на површини воде). Беле плаже и и слане пешчане дине привлаче и филмске екипе да снимају импресивне пејзаже.

## Друга розе језера у свету
Језеро Ретба није једино розе језеро. Постоје и друга језера у близини Бакуа, Азербејџана или у Једдах, у Саудијској Арабији, али су или мала или нису природна. 

## Рели Дакар
Раније су се овде одржавале и рели трке Дакар.

## Галерија
- Сателитски снимак
- Сакупљач соли
- Купање у језеру
- Наслаге соли на обали језера
- Дрвени чамац у води језера
- Туристичка понуда - мени
- Туристичка понуда - мени
- Језеро Ретба